# Pierre Maury
Pour les articles homonymes, voir Maury.
Pierre Maury, né le 27 novembre 1890 à Nîmes et mort le 13 janvier 1956 à Paris, est un pasteur et théologien français.
Il est professeur à la faculté de théologie protestante de Paris à partir de 1943 et président du Conseil national de l’Église réformée de France de 1950 à 1953. À partir des années 1930, il est notamment connu comme le premier traducteur et introducteur de la pensée du théologien suisse Karl Barth en France.

## Biographie
Pierre Maury naît à Nîmes en 1890, fils de Léon Maury, pasteur puis professeur à la faculté de théologie de Montauban, et de Montpellier, et d'Amy Martin. 
Pierre Maury obtient une licence de philosophie à la Sorbonne, puis il commence ses études à la faculté de théologie de Montauban en 1910. Il est mobilisé durant la Première Guerre mondiale. Après la guerre, il est secrétaire général de la « Fédé » (Fédération française des associations chrétiennes d'étudiants) (1919-1925), puis pasteur à Ferney-Voltaire. Il travaille ensuite à la Fédération universelle des associations chrétiennes d'étudiants à Genève, auprès du pasteur Willem Visser 't Hooft.
En 1934, il devient pasteur de la paroisse de Passy-Annonciation, aux côtés de Marc Boegner, puis seul durant la guerre, quand Marc Boegner dirige la Fédération protestante de France et l'Église réformée de France depuis la zone libre. Il est nommé professeur de dogmatique à la faculté de théologie protestante de Paris, en 1943. Il est président du Conseil national de l’Église réformée de France de 1950 à 1953 et membre du Conseil œcuménique des Églises.
Il est surtout connu pour sa traduction en français de l’œuvre du théologien protestant suisse Karl Barth, qu'il introduit ainsi en France, notamment avec le livre Parole de Dieu et Parole humaine (1933). Il dirige la revue protestante Foi et Vie de 1930 à 1940, à la suite du fondateur de la revue, le pasteur Paul Doumergue et avant Charles Westphal.
Il épouse Élisabeth Meyer, présidente jusqu'en 1914 de la branche féminine de la « Fédé », le couple a trois enfants. Leur fils Jacques Maury devient lui-même pasteur, et président de la Fédération protestante de France (1977-1987) et de la Cimade (1989-1995).

## Publications
- Trois histoires spirituelles, Saint Augustin, Luther, Pascal, éd. Je Sers, 1937.
- Le Grand œuvre de Dieu, conférences de carême, éd. Je Sers, 1937
- Jésus Christ cet inconnu, conférences de carême, éd. Oberlin, 1948
- Quand Jésus est là, prédications, Société centrale d'évangélisation, 1956
- La Prédestination, Labor, 1957
- L'Eschatologie, Labor, 1959
- Nous qui pouvons encore parler : correspondance, 1928-1956 - Karl Barth, Pierre Maury, éd. Bernard Reymond, Lausanne, Âge d'homme, 1985.
- Ce que la mission donne à l'église

Traductions
Karl Barth :
- Dieu pour nous
- La doctrine ecclésiastique du baptême

## Distinctions
- Officier de la Légion d'honneur (1951)
- Croix de guerre 1914-1918
- Doctorats honoris causa des universités d'Édimbourg, de Chicago, de Prague et de Budapest[5]